# Maxilly-sur-Léman
Maxilly-sur-Léman ist eine französische Gemeinde im Département Haute-Savoie in der Region Auvergne-Rhône-Alpes.

## Geographie
Maxilly-sur-Léman liegt auf 452 m, zwölf Kilometer östlich der Stadt Thonon-les-Bains (Luftlinie). Das Dorf erstreckt sich im Chablais, an aussichtsreicher Lage am unteren Nordhang der Hochfläche des Pays de Gavot, am Ruisseau de Coppy, rund 80 m über dem Seespiegel des Genfersees.
Die Fläche des 4,07 km² großen Gemeindegebiets umfasst einen Abschnitt am Südufer des Genfersees; die Seeuferlinie beträgt ungefähr 1,5 km. Vom Seeufer erstreckt sich das Gemeindeareal über den stetig ansteigenden Hang bis in das Waldgebiet oberhalb des Dorfes. Der Hang wird von den beiden Bächen Ruisseau de Montigny und Ruisseau de Coppy zum Genfersee entwässert. Am Rand des Hochplateaus östlich von Saint-Paul-en-Chablais wird mit 830 m die höchste Erhebung von Maxilly-sur-Léman erreicht.
Zu Maxilly-sur-Léman gehören die Siedlungen Petite Rive (375 m) an der Mündung des Ruisseau de Montigny und Torrent (375 m) an der Mündung des Ruisseau de Coppy in den Genfersee sowie Montigny (520 m) am Hang oberhalb des Dorfes. Nachbargemeinden von Maxilly-sur-Léman sind Lugrin im Osten, Saint-Paul-en-Chablais im Süden sowie Neuvecelle im Westen.

## Geschichte
Der Ortsname ist wahrscheinlich vom gallorömischen Personennamen Marcellius abgeleitet. Im 13. Jahrhundert wurde Maxilly Mittelpunkt einer kleinen Herrschaft.

## Sehenswürdigkeiten
Die Dorfkirche stammt aus dem 19. Jahrhundert. Das Schloss wurde mittlerweile restauriert.

## Bevölkerung
| Jahr                       | 1962 | 1968 | 1975 | 1982 | 1990 | 1999 |
| Einwohner                  | 573  | 648  | 646  | 720  | 945  | 1020 |
| Quellen: Cassini und INSEE |      |      |      |      |      |      |

Mit 1519 Einwohnern (Stand 1. Januar 2022) gehört Maxilly-sur-Léman zu den kleineren Gemeinden des Département Haute-Savoie. In den letzten Jahrzehnten wurde dank der schönen Wohnlage ein kontinuierliches starkes Wachstum der Einwohnerzahl verzeichnet. Außerhalb des alten Dorfkerns entstanden zahlreiche Einfamilienhäuser.

## Wirtschaft und Infrastruktur
Noch bis weit ins 20. Jahrhundert hinein war Maxilly-sur-Léman ein vorwiegend durch die Landwirtschaft geprägtes Dorf. Heute ist es vor allem ein attraktiver Wohnort. Zahlreiche Erwerbstätige sind Wegpendler, die in den größeren Ortschaften der Umgebung, vor allem in Évian-les-Bains und Thonon-les-Bains, ihrer Arbeit nachgehen.
Die Ortschaft liegt abseits der größeren Durchgangsstraßen, ist aber von Évian-les-Bains leicht erreichbar. Weitere Straßenverbindungen bestehen mit Neuvecelle und Lugrin.